# Red Hook (villa)
Red Hook es una villa ubicada en el condado de Dutchess en el estado estadounidense de Nueva York. En el año 2000 tenía una población de 1,805 habitantes y una densidad poblacional de 642.8 personas por km².

## Geografía
Red Hook se encuentra ubicada en las coordenadas 41°59′40″N 73°52′39″O / 41.99444, -73.87750. Según la Oficina del Censo, la ciudad tiene un área total de 2,8 km² (1,1 mi²), de la cual 2,8 km² (1,1 mi²) es tierra y 0 km² (0 mi²) (2.60%) es agua.

## Demografía
Según la Oficina del Censo en 2000 los ingresos medios por hogar en la localidad eran de $37,284, y los ingresos medios por familia eran $48,125. Los hombres tenían unos ingresos medios de $35,580 frente a los $25,563 para las mujeres. La renta per cápita para la localidad era de $20,618. Alrededor del 8.6% de la población estaban por debajo del umbral de pobreza.